# Campeonato Mundial de Esquí Acrobático de 2023
El XIX Campeonato Mundial de Esquí Acrobático se celebró en la localidad de Bakuriani (Georgia) entre el 19 de febrero y el 4 de marzo de 2023 bajo la organización de la Federación Internacional de Esquí (FIS) y la Federación Georgiana de Esquí. Paralelamente se realizó el XV Campeonato Mundial de Snowboard.
Los esquiadores de Rusia y Bielorrusia fueron excluidos de este campeonato debido a la invasión rusa de Ucrania.

## Medallistas

### Masculino
| Evento                     | Oro                                    | Plata                                 | Bronce                                |
| -------------------------- | -------------------------------------- | ------------------------------------- | ------------------------------------- |
| Baches (25.02)             | Mikaël Kingsbury · Canadá · 89,82 pts. | Matt Graham Australia 88,90 pts.      | Walter Wallberg · Suecia · 88,52 pts. |
| Baches en paralelo (26.02) | Mikaël Kingsbury · Canadá              | Walter Wallberg · Suecia              | Matt Graham Australia                 |
| Halfpipe (04.03)           | Brendan Mackay · Canadá · 97,25        | Jon Sallinen · Finlandia · 95,75      | Alex Ferreira Estados Unidos 93,00    |
| Salto aéreo (23.02)        | Noé Roth · Suiza · 118,59              | Quinn Dehlinger Estados Unidos 114,48 | Yang Longxiao China 110,18            |
| Big air (04.03)            | Troy Podmilsak Estados Unidos 187,75   | Lukas Müllauer · Austria · 184,50     | Birk Ruud · Noruega · 183,50          |
| Slopestyle (28.02)         | Birk Ruud · Noruega · 90,75            | Christian Nummedal · Noruega · 87,08  | Andri Ragettli · Suiza · 84,33        |
| Campo a través (26.02)     | Simone Deromedis · Italia              | Florian Wilmsmann · Alemania          | Erik Mobärg · Suecia                  |

### Femenino
| Evento                     | Oro                                  | Plata                                 | Bronce                                |
| -------------------------- | ------------------------------------ | ------------------------------------- | ------------------------------------- |
| Baches (25.02)             | Perrine Laffont Francia 87,40 pts.   | Jaelin Kauf Estados Unidos 83,56 pts. | Avital Carroll · Austria · 80,19 pts. |
| Baches en paralelo (26.02) | Perrine Laffont Francia              | Jaelin Kauf Estados Unidos            | Avital Carroll · Austria              |
| Halfpipe (04.03)           | Hanna Faulhaber Estados Unidos 95,75 | Zoe Atkin Reino Unido 94,50           | Rachael Karker · Canadá · 92,25       |
| Salto aéreo (23.02)        | Kong Fanyu China 85,30               | Danielle Scott Australia 83,84        | Anastasiya Novosad · Ucrania · 82,84  |
| Big air (04.03)            | Tess Ledeux Francia 186,75           | Sandra Eie · Noruega · 175,00         | Megan Oldham · Canadá · 174,00        |
| Slopestyle (28.02)         | Mathilde Gremaud · Suiza · 87,95     | Megan Oldham · Canadá · 87,75         | Johanne Killi · Noruega · 84,71       |
| Campo a través (26.02)     | Sandra Näslund · Suecia              | Katrin Ofner · Austria                | Fanny Smith · Suiza                   |

### Mixto
| Evento                             | Oro                                                                           | Plata                                                | Bronce                                                                           |
| ---------------------------------- | ----------------------------------------------------------------------------- | ---------------------------------------------------- | -------------------------------------------------------------------------------- |
| Salto aéreo por equipos (19.02)    | Ashley Caldwell Christopher Lillis Quinn Dehlinger Estados Unidos 331,37 pts. | Kong Fanyu Li Tianma Yang Longxiao China 320,71 pts. | Anastasiya Novosad · Olexandr Okipniuk · Dmytro Kotovsky · Ucrania · 255,56 pts. |
| Campo a través por equipos (26.02) | David Mobärg · Sandra Näslund · Suecia                                        | Reece Howden · Marielle Thompson · Canadá            | Federico Tomasoni · Jole Galli · Italia                                          |

## Medallero
| Núm. | País           | Oro | Plata | Bronce | Total |
| ---- | -------------- | --- | ----- | ------ | ----- |
| 1    | Estados Unidos | 3   | 3     | 1      | 7     |
| 2    | Canadá         | 3   | 2     | 2      | 7     |
| 3    | Francia        | 3   | 0     | 0      | 3     |
| 4    | Suecia         | 2   | 1     | 2      | 5     |
| 5    | Suiza          | 2   | 0     | 2      | 4     |
| 6    | Noruega        | 1   | 2     | 2      | 5     |
| 7    | China          | 1   | 1     | 1      | 3     |
| 8    | Italia         | 1   | 0     | 1      | 2     |
| 9    | Austria        | 0   | 2     | 2      | 4     |
| 10   | Australia      | 0   | 2     | 1      | 3     |
| 11   | Alemania       | 0   | 1     | 0      | 1     |
| 11   | Finlandia      | 0   | 1     | 0      | 1     |
| 11   | Reino Unido    | 0   | 1     | 0      | 1     |
| 14   | Ucrania        | 0   | 0     | 2      | 2     |
|      | TOTAL          | 16  | 16    | 16     | 48    |